# Bourreria taylori
Bourreria taylori är en strävbladig växtart som beskrevs av Nathaniel Lord Britton. Bourreria taylori ingår i släktet Bourreria och familjen strävbladiga växter. Inga underarter finns listade i Catalogue of Life.